# Santi Gregorio Magno e Margherita

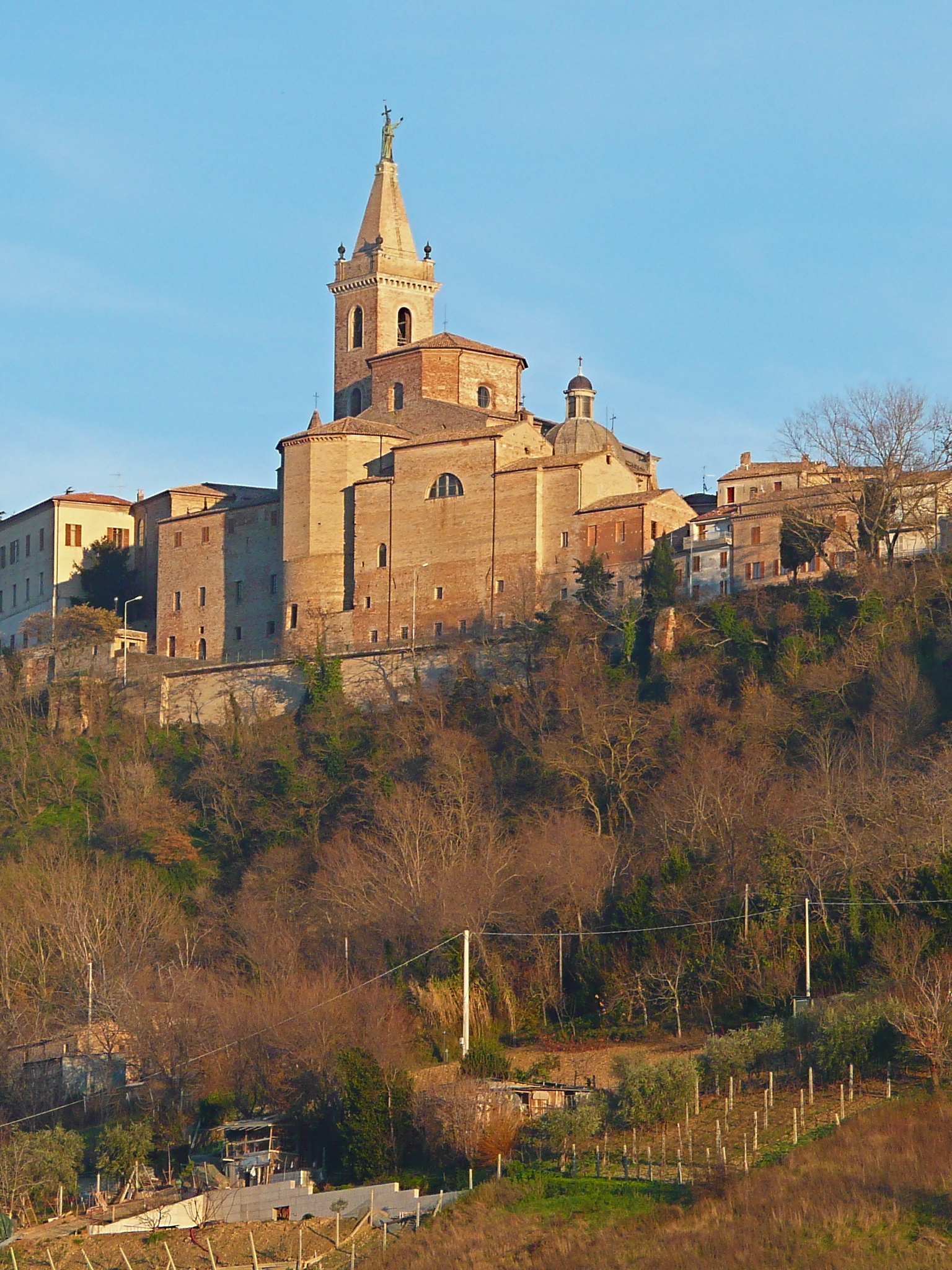
Santi Gregorio Magno e Margherita

Santi Gregorio Magno e Margherita ist eine römisch-katholische Kirche in Ripatransone in der italienischen Region Marken. Die Konkathedrale des Bistums San Benedetto del Tronto-Ripatransone-Montalto trägt den Titel einer Basilica minor und ist Gregor dem Großen und Margareta von Antiochia gewidmet. Die Kirche wurde als Kathedrale des Bistums Ripatransone Anfang des 17. Jahrhunderts im Stil des Klassizismus errichtet und bis zum Anfang des 20. Jahrhunderts ergänzt. 1940 wurde die Kirche zum italienischen Nationaldenkmal erklärt.

## Geschichte
Als Papst Pius V. das Bistum Ripatransone 1571 errichtete, wählte er die Kirche San Benigno als erste Kathedrale, von der heute nur noch der Glockenturm erhalten ist. Dieses Gebäude erwies sich bald als unzureichend, sowohl wegen seiner geringen Größe als auch wegen seiner dezentralen Lage am äußersten Ende der Stadt. Bischof Pompeo De Nobili beschloss daraufhin den Bau einer neuen Kathedrale an der Stelle der bestehenden Pfarrkirche San Gregorio Magno und Santa Margherita.
Der Bau nach Plänen des Architekten Gaspare Guerra begann 1597 und wurde 1623 abgeschlossen, allerdings wurden die ursprünglich geplanten Abmessungen reduziert. Die Kirche erfuhr mehrere Veränderungen. Nach dem Bau der Kuppel im 18. Jahrhundert wurde in den Jahren 1837–1842 das gesamte Gebäude restauriert, wobei das Dach und der Fußboden ersetzt, die Fassade vervollständigt und eine zweite Sakristei errichtet wurde. Diese Werke wurden von dem Bischof von Montalto, Luigi Maria Canestrari, in Auftrag gegeben.
Der heutige 52 m hohe Turm, ein Werk von Francesco Vespignani, ersetzte einen alten und bescheideneren Glockenturm, der 1884 abgerissen wurde. Die Arbeiten wurden am 3. August 1902 mit der Aufstellung einer großen Statue des Erlösers aus vergoldetem Kupfer, 7 m hoch und eine Tonne schwer, abgeschlossen. Der Turm erhielt ein Geläut mit vier Glocken. 1965 erhob Papst Paul VI. die Kirche in den Rang einer Basilica minor.

## Architektur
Der Grundriss des Doms ist ein lateinisches Kreuz mit drei Schiffen. Über dem Kreuzgewölbe erhebt sich die achteckige Laterne aus dem Jahr 1786 mit vier ovalen Fenstern. Die Fassade wurde im 19. Jahrhundert von dem Architekten Giuseppe Rossetti errichtet. Mit einer Ziegelmauerfront wird es durch ein hohes Gesims in zwei horizontale Ordnungen geteilt. Im unteren Band befinden sich drei Portale mit Steinrahmen, die von Paaren toskanischer Pilaster mit Travertinkapitellen durchsetzt sind. Im oberen Band, in Übereinstimmung mit dem Kirchenschiff, befindet sich ein rechteckiges Fenster. Die Fassade schließt mit einem dreieckigen Giebel.

## Ausstattung
Der Innenraum ist mit Fresken der Brüder Marcantonio und Michelangelo Bedini aus den 1950er Jahren gestaltet. Die Pendentifs des Tiburios gestalteten sie mit der Darstellung der vier Evangelisten, die Kuppel mit den vier Kardinaltugenden auf goldenem Grund, sie malten auch die Apsisfresken. Die hölzerne Kanzel mit Tafeln, die die fünf glorreichen Mysterien darstellen, wurde von D. Bonfini aus Patrignone geschnitzt. Die Apsis hat ein hölzernes Chorgestühl (1620) von Agostilio Evangelisti.
Der Hauptaltar hat zwei Gemälde, eine Leinwand aus dem 17. Jahrhundert, die San Gregorio Magno darstellt, und eine Krippe aus dem 18. Jahrhundert. Zu den weiteren Werken in der Kirche gehört ein polychromes Holzkruzifix, das vermutlich von Papst Pius V. 1571 gestiftet und Giovanni Battista Casignola zugeschrieben wird. Außerdem gibt es ein Altarbild von Orazio Gentileschi. Drei Gemälde von Simone de Magistris stellen die Madonna mit Kind, St. Petrus, St. Rochus, St. Antonius von Padua und Johannes den Täufer (1579) dar; ein Karl Borromäus von 1623 wird Alessandro Turchi zugeschrieben.
Die Orgel wurde 1783 von dem Venezianer Gaetano Callido gebaut. Sie wurde ursprünglich für die Kirche der Magdalena der Franziskaner gebaut.

## Kapellen
Die Kapelle, die Unserer Lieben Frau von San Giovanni gewidmet ist, ist ein separates Heiligtum, das zwischen 1846 und 1858 gebaut wurde. Sie öffnet sich am Ende des linken Seitenschiffs mit einer Kupfertür des Bildhauers Cleto Capponi aus dem Jahr 1953. Es enthält vier Statuen von Luigi Fontana, Murano-Kronleuchter und einen Holzchor von Morelli. Die Statue der Jungfrau, die 1620 von Sebastiano Sebastiani aus Pappmaché angefertigt wurde, wird in einer Ädikula von Vespignani (1881) aufbewahrt.
Ein weiteres Heiligtum ist die Krypta der Misericordia e Morte (Kirche des Todes), eine unterirdische Kammer mit einer eigenen Kuppel auf der rechten Seite der Kathedrale. In der Krypta der Kathedrale befindet sich ein polychromes Keramikkruzifix von Giuseppe Marinucci. In ihr ruhen vier ripanische Bischöfe.